# Valnerina

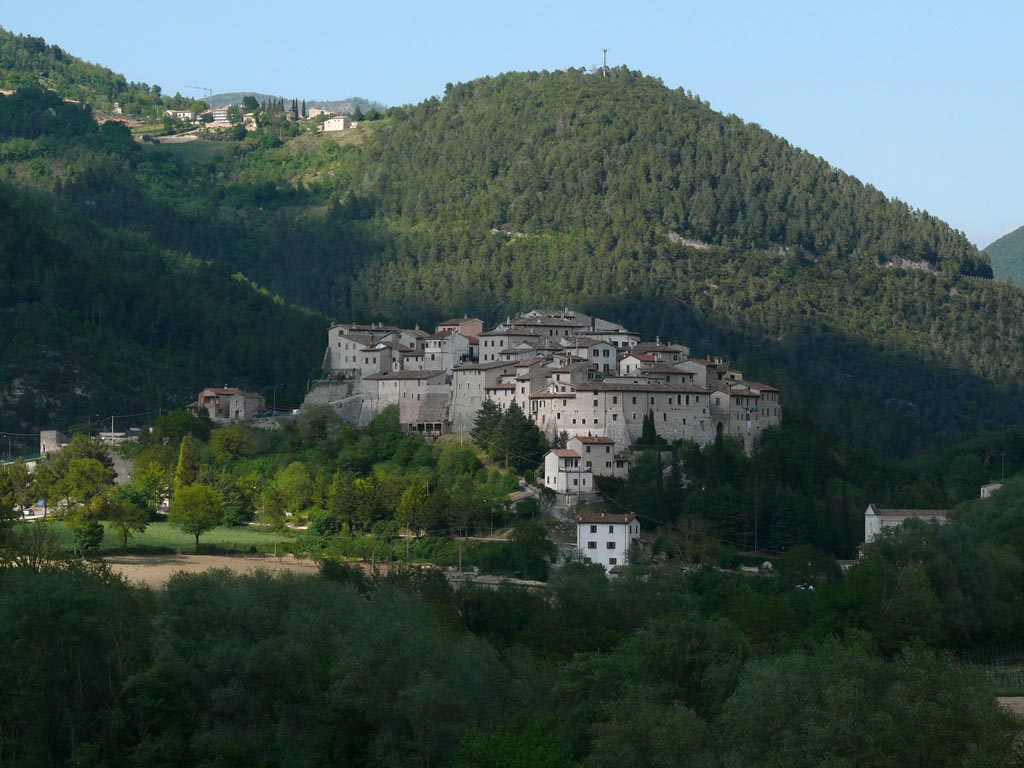
Valle del Nera.

La Valnerina («vallecito») es el valle del río Nera (Italia), que nace en la zona de los Montes Sibilinos en las Marcas, atraviesa una zona montañosa de Umbría suroriental, para luego alcanzar Terni y de ahí afluir al Tíber junto a Orte.
El valle se caracteriza por su carácter montuoso; estrecho y tortuoso, se divide entre las provincias de Terni, Perugia y Macerata.
Entre sus mayores centros de población se encuentran Ferentillo, Visso y Scheggino, mientras que desde el valle se alcanzan fácilmente Norcia, Cascia y Spoleto.
Normalmente, sin embargo, con el término «Valnerina» se entiende, incluso desde el punto de vista administrativo, el conjunto de los municipios que gravitan en torno al alto valle del Nera y que se encuentran en la provincia de Perugia, excluyendo por lo tanto la Conca Ternana («Cuenca de Terni»), para la cual se usa precisamente esta definición. Forman por lo tanto parte de ella los siguientes municipios, que administrativamente se encuentran en el distrito administrativo de «Valle Umbra-Valnerina»: 
- Arrone
- Cascia
- Cerreto di Spoleto
- Monteleone di Spoleto
- Norcia
- Poggiodomo
- Preci
- Sant'Anatolia di Narco
- Scheggino
- Vallo di Nera

La mayor atracción turística es la Cascata delle Marmore, junto al final del valle, a 6 kilómetros de Terni; todos los poblamientos de la zona, muchos de ellos en vía de despoblación, presentan una característica arquitectura medieval.

## Historia
Situada a lo largo de una importante vía, estaba ubicada en el centro del Ducado de Spoleto en época longobarda, a la cual se remonta la abadía de San Pietro in Valle junto a Ferentillo, mientras que en el siglo XVI se desarrolló en Preci una importante escuela quirúrgica. Durante la Segunda Guerra Mundial la zona estuvo involucrada en un fuerte movimiento de resistencia, siendo el valle el centro de la actividad de la Brigada Garibaldina Antonio Gramsci, que en marzo de 1944 creó entre la Valnerina y el territorio de Cascia y Leonessa la primera zona liberada de Italia.

## Economía
La economía está basada en la agricultura, el tradicional pastoreo, la cría de la trucha y la producción de salumi; el Nera presenta también atractivo para la práctica del kayak, mientras que los Montes Sibilinos tienen cierto reclamo excursionista.